# Нуну Рейш
Нуну Рейш (порт. Nuno Reis; нар. 31 січня 1991, Муртен) — португальський футболіст, захисник індійського клубу «Мохун Баган» та молодіжної збірної Португалії.
Виступав також за клуби «Серкль», «Панатінаїкос» та «Левські».

## Клубна кар'єра
Народився 31 січня 1991 року в місті Муртен. Вихованець футбольної школи клубу «Спортінг».
У дорослому футболі дебютував 2010 року виступами за команду «Серкль», у якій провів два сезони, взявши участь у 47 матчах чемпіонату. Більшість часу, проведеного у складі «Серкля», був основним гравцем захисту команди.
Згодом з 2012 по 2016 рік грав у складі команд «Ольяненсі», «Спортінг» Б, «Серкль», «Спортінг» Б та «Мец».
Своєю грою за останню команду привернув увагу представників тренерського штабу клубу «Панатінаїкос», до складу якого приєднався 2016 року. Відіграв за клуб з Афін наступні два сезони своєї ігрової кар'єри.
Протягом 2018 року захищав кольори клубу «Віторія» (Сетубал).
У 2018 році уклав контракт з клубом «Левські», у складі якого провів наступні два роки своєї кар'єри гравця. 
Протягом 2021—2024 років захищав кольори клубу «Мельбурн Сіті».
До складу клубу «Мохун Баган» приєднався 2024 року. 

## Виступи за збірні
У 2010 році дебютував у складі юнацької збірної Португалії (U-20), загалом на юнацькому рівні взяв участь у 19 іграх.
Протягом 2011–2013 років залучався до складу молодіжної збірної Португалії. На молодіжному рівні зіграв у 2 офіційних матчах.